# العلاقات البالاوية الكويتية
العلاقات الكويتية البالاوية، هي العلاقات الخارجية بين الكويت وبالاو. تُعتبر علاقة الكويت بجمهورية بالاو حديثة العهد، حيث وقع البلدين في 2015 اتفاقية لإقامة علاقات دبلوماسية بين الجانبين وتطوير علاقات الصداقة والتعاون بين شعبي البلدين في مجالات عدة.